# Mausoleo Trans
El Mausoleo Trans es un espacio creado en 2018 en el Cementerio General de Santiago de Chile con el fin de dar sepultura a personas de la comunidad transgénero de ese país. El recinto funerario es el primero de su tipo en América Latina.

## Historia
La idea de un mausoleo para la comunidad transgénero en Chile nació en 2013 luego de que ocurrieran diversos transfeminicidios en los que las víctimas no eran identificadas y por ende se destinaban a fosas comunes. También, luego de fallecer personas de la comunidad trans en condiciones de precariedad, éstas no contaban con una sepultura digna.
El espacio fue inaugurado el 31 de marzo de 2018, Día Internacional de la Visibilidad Trans en ese país, por activistas y distintas personalidades de la comunidad trans chilena e internacional, entre ellas representantes de Traves Chile y la activista mexicana Amaranta Gómez Regalado. El mausoleo, con una capacidad para 20 inhumaciones, fue patrocinado por la organización Traves Chile con un financiamiento de 18 millones de pesos chilenos obtenidos del Fondo Internacional Trans.
Inspirado en este espacio, en 2023 fue creado en México un Mausoleo Trans en el Panteón Civil de San Lorenzo Tezonco, ubicado en la capital de ese país.